# 都阳路街道
都阳路街道是中华人民共和国河北省秦皇岛市青龙满族自治县下辖的一个街道办事处。

## 行政区划
都阳路街道下辖以下村级行政区划单位：
领秀城社区、金源社区、龙城明珠社区、燕山家园社区、万福家园社区、凯德龙湾社区、山水雅园社区、花园社区、裕祥园社区、金秋社区。